# 朝倉愛王丸
朝倉 愛王丸（あさくら あいおうまる、元亀元年（1570年） - 天正元年8月26日（1573年9月22日））は、戦国時代の人物。朝倉氏の一族。
元亀元年（1570年）、朝倉義景の次男として生まれる。生母は側室で斎藤兵部少輔の娘・小少将。異母兄で世子であった阿君丸は早世していたため、生まれると同時に義景の世子に指名された。義景からは溺愛されたといわれる。
天正元年（1573年）8月、一乗谷城の戦いで父が織田信長に敗れた後、父や母に従って大野の賢松寺に落ち延びたが、8月20日に父は一族の朝倉景鏡の裏切りによって自害した。その後、愛王丸は母・祖母（義景の母）と共に捕縛され、信長によって岐阜に送られる途上の越前南部の今庄で、信長の密命を受けた護送役の丹羽長秀によって殺害された。享年4。